# Rezydent (pacjent)
Rezydent – świadczeniobiorca (pacjent) leczony ponad rok w oddziale psychiatrycznym (ogólnym lub dla przewlekle chorych).